# Totenkopf

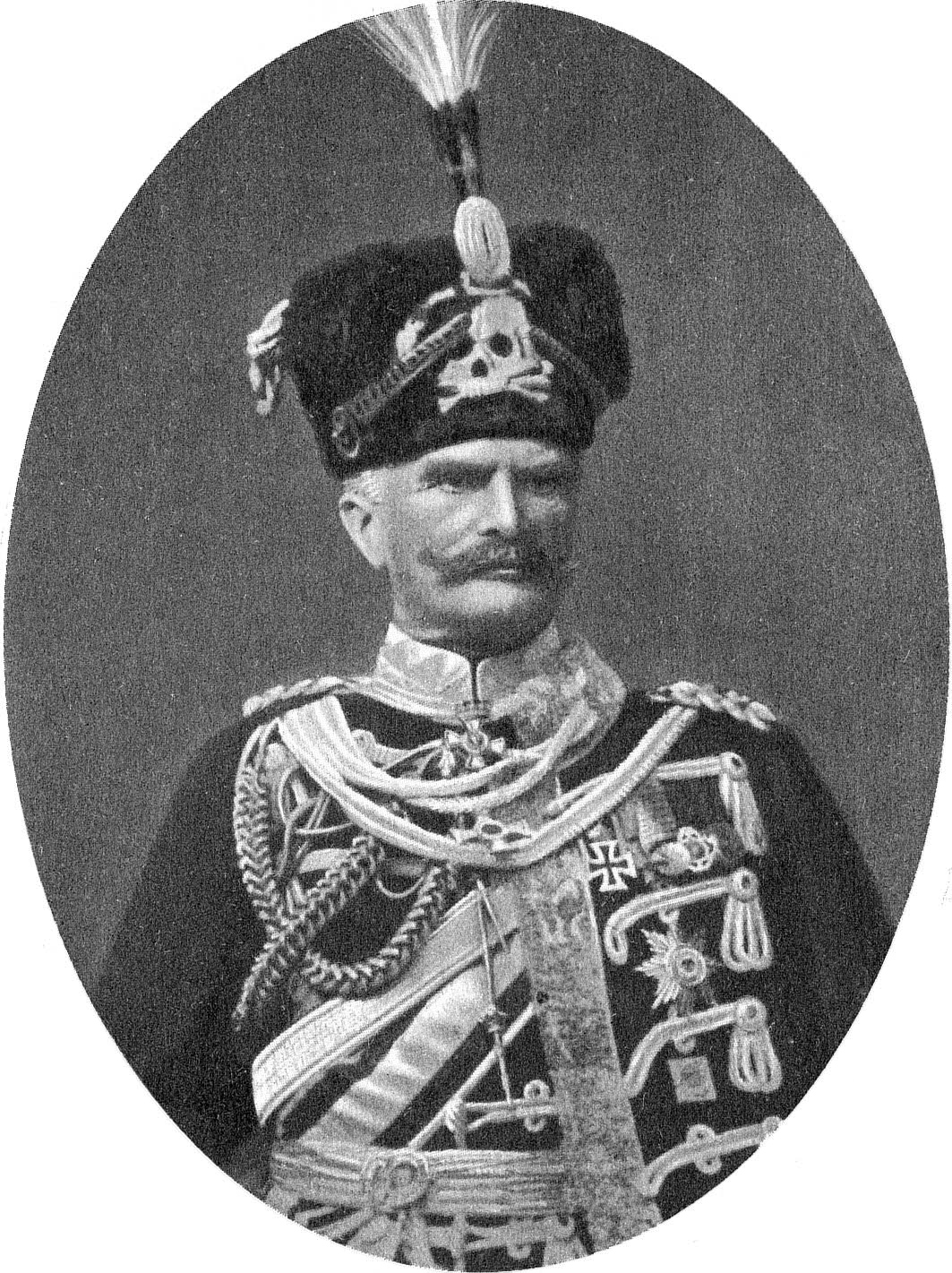
August von Mackensen v husarské uniformě s insignií totenkopf

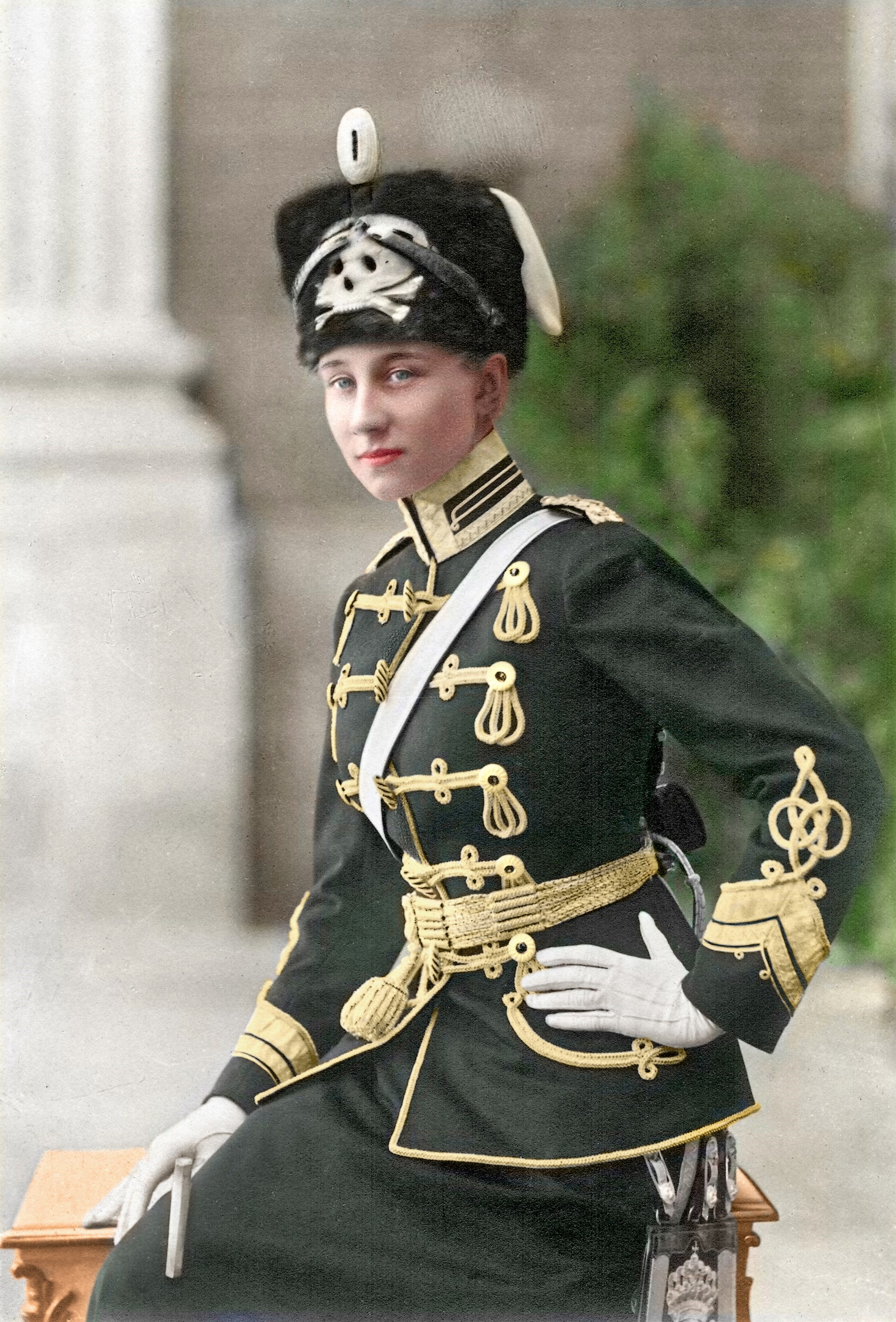
Viktorie Luisa Pruská

Totenkopf (německy doslova smrtihlav, ale také hlava mrtvého; též Totenschädel – „umrlčí lebka“) označuje vojenskou insignii s lebkou a dvěma zkříženými kostmi. Od Jolly Rogera se liší umístěním zkřížených kostí za lebku, zatímco Jolly Roger je má většinou pod lebkou. Historie užití tohoto symbolu ve vojenství sahá do doby Fridricha II. Velikého. Od poloviny 18. století jsou v evropských armádách oficiálně používány symboly lebky a zkřížených kostí. Jedním z prvních pluků byli v roce 1741 Fridrichem II. Velikým založení husaři, kteří byli také nazýváni „Totenkopfhusaren“. Z této tradice se stala lebka důležitým symbolem v německé armádě. Po první světové válce byl tento symbol používán v pruské armádě, Freikorpsy a v nacistickém Německu byla použita Wehrmachtem a SS.